# Ponta do Sol
Ponta do Sol ('põtɐ du sɔɫ) è un comune portoghese di 8 125 abitanti situato nella regione autonoma di Madera.

## Società

### Evoluzione demografica
| Popolazione di Ponta do Sol (1849 – 2004) | Popolazione di Ponta do Sol (1849 – 2004) | Popolazione di Ponta do Sol (1849 – 2004) | Popolazione di Ponta do Sol (1849 – 2004) | Popolazione di Ponta do Sol (1849 – 2004) | Popolazione di Ponta do Sol (1849 – 2004) | Popolazione di Ponta do Sol (1849 – 2004) | Popolazione di Ponta do Sol (1849 – 2004) | Popolazione di Ponta do Sol (1849 – 2004) |
| ----------------------------------------- | ----------------------------------------- | ----------------------------------------- | ----------------------------------------- | ----------------------------------------- | ----------------------------------------- | ----------------------------------------- | ----------------------------------------- | ----------------------------------------- |
| 1849                                      | 1900                                      | 1930                                      | 1960                                      | 1981                                      | 1991                                      | 2001                                      | 2004                                      |                                           |
| 15350                                     | 19019                                     | 13296                                     | 13829                                     | 9149                                      | 8756                                      | 8125                                      | 8189                                      |                                           |

## Freguesias
- Canhas
- Madalena do Mar
- Ponta do Sol